# Taras (geomorfologia)

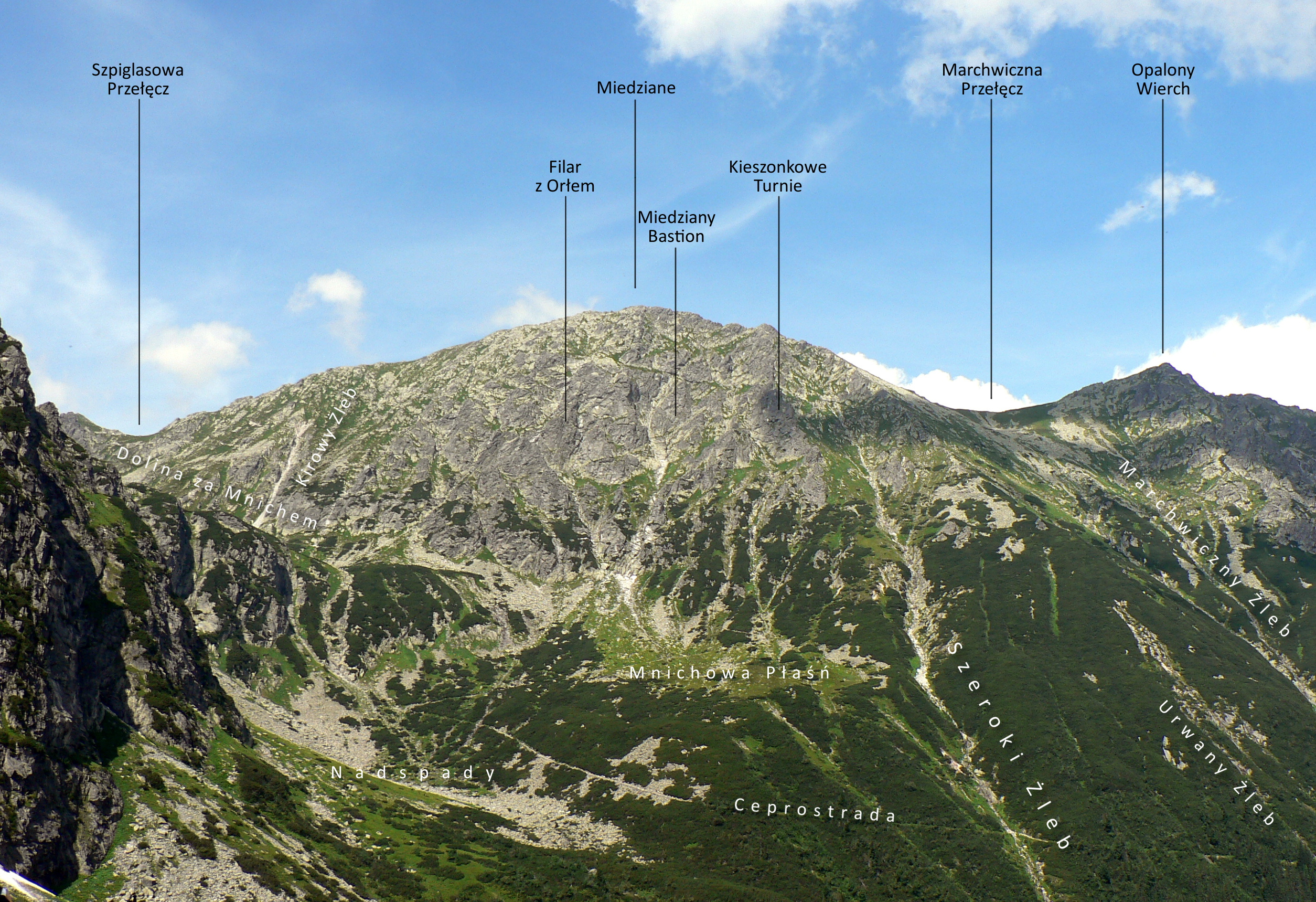
Mnichowa Płaśń – przykład niewielkiego tarasu

Taras – we wspinaczce i tatrologii nazwą tą określa się poziomy lub mało stromy fragment stoku góry lub ściany, ale także niewielkie płaskie lub mało strome miejsce w dolinie. Dawniej synonimem tego słowa było określenie terasa, jednak obecnie nie jest już we wspinaczce i taternictwie używane. Natomiast używane są inne słowa o zbliżonym lub takim samym znaczeniu: płaśń, rówień i galeria. Płaśń (i zdrobniale płaśnia, płasienka) oraz platforma oznacza niewielki taras. Określenia galeria używa się dla tarasu w ścianie skalnej, zaś taras na dolinie to rówień lub równia.